# Lundi mystérieux
 (décembre 2023).
Si vous disposez d'ouvrages ou d'articles de référence ou si vous connaissez des sites web de qualité traitant du thème abordé ici, merci de compléter l'article en donnant les références utiles à sa vérifiabilité et en les liant à la section « Notes et références ».
Lundi mystérieux (titre original : Mister Monday) est le premier tome de la série littéraire australienne Les Sept Clefs du pouvoir, écrite par Garth Nix. L'action se déroule sur la Terre ainsi que dans le Bas-Palais.

## Résumé du roman
Arthur Penhaligon est un jeune terrien de 12 ans. Lors du cours de sport, il est victime d’une crise d’asthme. Alors qu’il est en train de s’évanouir, il voit deux hommes qui lui donnent une aiguille et un livre. S’enchaînera alors une série d’évènements. Il rencontre Suzy Turquoise Bleue qui va se révéler être une excellente alliée. La Clause Première du testament de la Grande Architecte se faisant appeler l’Ultime lui apprend qu’il est l’Héritier du Palais. Aidé de Suzy ainsi que du testament (alors sous forme de grenouille) il va devoir combattre Maître Lundi. Commence alors une quête extraordinaire à la recherche des sept Clés du Pouvoir. 